# Honghe Shuiku (reservoar i Kina, Liaoning)
Honghe Shuiku är en reservoar i Kina. Den ligger i provinsen Liaoning, i den nordöstra delen av landet, omkring 130 kilometer öster om provinshuvudstaden Shenyang. Omgivningarna runt Honghe Shuiku är en mosaik av jordbruksmark och naturlig växtlighet.
Genomsnittlig årsnederbörd är 1 169 millimeter. Den regnigaste månaden är juli, med i genomsnitt 279 mm nederbörd, och den torraste är januari, med 10 mm nederbörd.